# シンチレータ

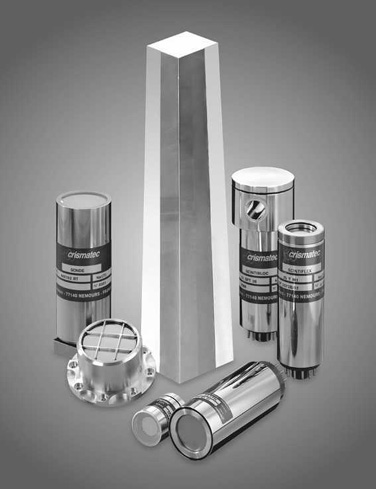
様々なシンチレーション検出器に囲まれたシンチレーション結晶

シンチレータ（en:Scintillator）は、高エネルギーの放射線(γ線、X線、α線など)を吸収して即時に蛍光（シンチレーション、放射線に励起されることにより発光する特性）を示す蛍光体材料である。
シンチレータは光電子増倍管と組み合わせることで放射線検出器として用いられている。シンチレータはX線CTや陽電子断層撮影装置(PET: Positron Emission Tomography)といった医療、空港の手荷物検査機等のセキュリティ、資源探査、基礎科学(シンクロトロン放射光施設、宇宙線検出)などに幅広く応用されており、応用先に応じてシンチレータを使い分けているのが現状である。

## 歴史
シンチレータを用いた最初の装置は、1903年 ウィリアム・クルックスがZnS（硫化亜鉛）スクリーンを使って作成したものである。この装置はスピンサリスコープと呼ばれ、使用方法はスクリーンに生じるシンチレーションを暗室において顕微鏡を用いて目視観測するというものであった。この技術は数々の重要な発見をもたらしたが、観測には大変な労力を必要とした。1944年、CurranとBakerが目視による測定を新たに開発されたPMTで置き換えたことで、シンチレータはさらに注目されるようになった。これが現代的なシンチレーション検出器の嚆矢である。

## シンチレータに求められる特性
主にシンチレータに求められる特性は以下の通りである
1. 大きな発光量(発光量が小さいとノイズと分別できない)
2. 短い発光寿命(次に来る信号との分別の為)
3. 放射線の高効率な検出効率(放射線との相互作用確率を上げるためにPbなどを用いる)
4. 低残光
5. 化学的安定性(潮解性がない)
6. 入射エネルギーと変換されたエネルギーが直線的な相関
7. 大結晶化が容易
8. 成形加工性が良い

## シンチレータの種類
シンチレータは無機、有機、ガスに分類されることが多い。違いとして、発光機構、発光減衰時間、実行原子番号、密度などがある。

### 無機シンチレータ
発光量が大きく、エネルギー分解能が良い。また、密度が大きく、実効原子番号が高いことから、放射線との相互作用確率が高くなる。無機シンチレータでは母材結晶に発光中心として希土類元素、遷移金属元素などを添加する。発光中心を添加すると母材結晶の禁制帯に新たに発光中心の準位を形成する。発光中心を添加することで母材だけでは発光しなかった結晶が発光中心由来の発光をする。

発光中心を添加した無機シンチレータの発光機構について説明する。発光中心を添加したNaI:Tlを例に取る。放射線のエネルギーを吸収した蛍光体内部では、価電子帯と伝導体にそれぞれ電子と正孔が大量に生成される。その後、周りの電子や正孔を励起させながら発光中心へエネルギー移動をし、最終的には発光中心であるTlが励起されて発光する。
- NaI:Tl

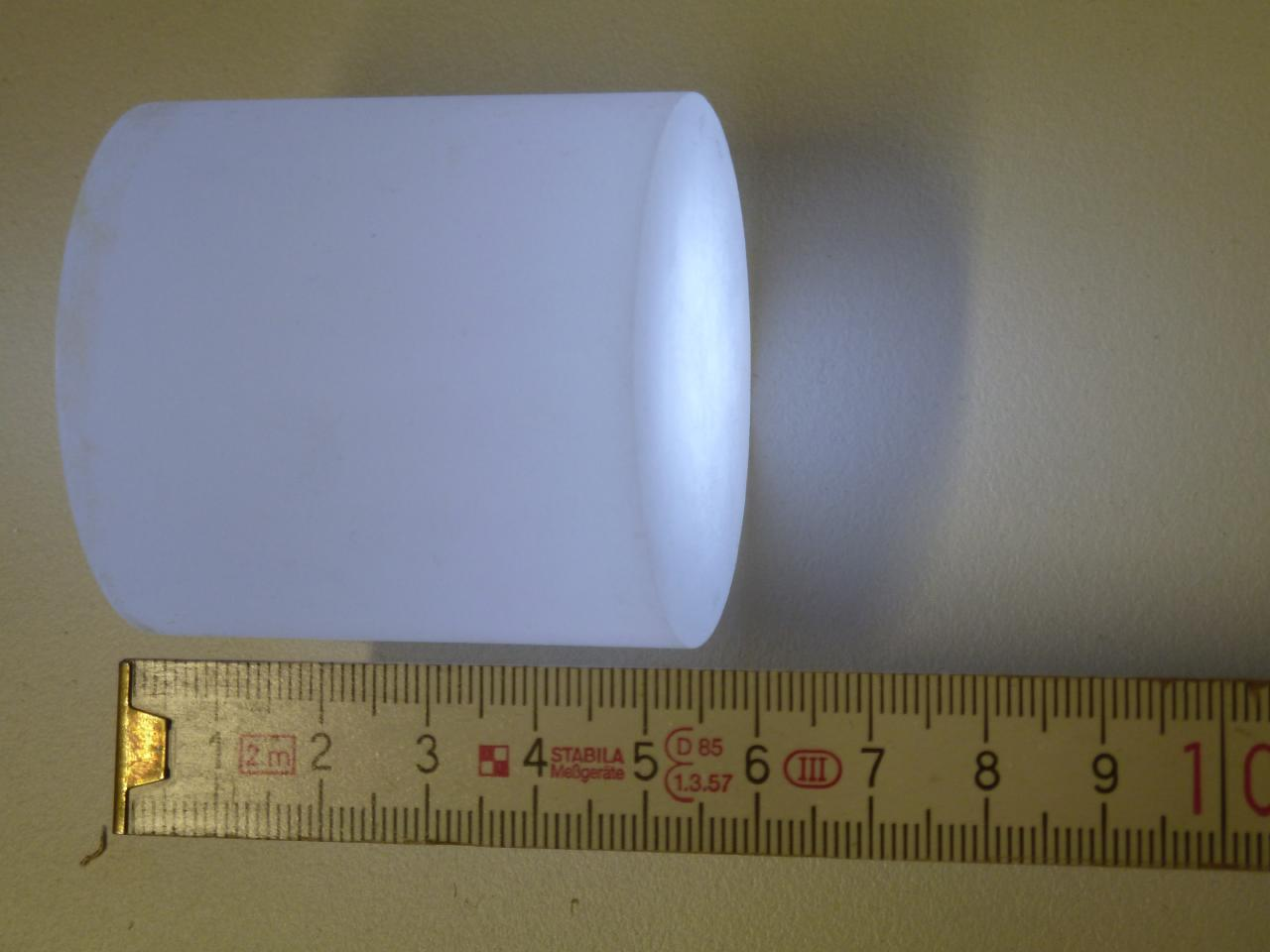
CsI(Tl)結晶

アルカリハライドであるNaIに発光中心としてTl+を添加したシンチレータで、Tl+由来の6sp→6s2遷移の発光を示す。発光量が大きい無機シンチレータの1つである材料がどの程度発光しているかを比較するときの基準となることが多い。潮解性が強く、大気中の水分を吸収して劣化することが知られ、密封して使用する必要がある。
- LSO:Ce (Lu2SiO5)

ルテチウムのケイ酸塩であるLu2SiO5に発光中心としてCe3+を添加したシンチレータで、Ce3+由来の5d→4f遷移の発光を示す。NaI:Tlに比べて発光寿命が一桁程小さく、発光量も20000photos/MeV程度あることから、PETに応用されている。
- GSO - ケイ酸ガドリニウム （Ce添加Gd2SiO5） X線天文衛星「すざく(ASTRO-E2)の硬X線検出器(HXD)に使用。
- ゲルマニウム酸ビスマス（ビスマスジャーマネイト）BGO -  (Bi4Ge3O12）
- タングステン酸鉛 - PbWO4

ヨウ化ナトリウムは潮解性を有しているため通常は裸の単体では使用されず、放射線を受け入れるベリリウムやステンレスの極薄板、光子を放出するホウケイ酸ガラスや石英ガラスとともに缶状に封止・密閉して使用されるため、その他のシンチレーションを生じさせる結晶も、シンチレータとして用いるためには取り扱いに様々な制約が生じる。

### 有機シンチレータ
有機シンチレータは発光寿命が短い(数ナノ秒)ことで知られ、有機結晶やプラスチックはミューオン検出などに用いられる。構造中にベンゼン環を有することから、π電子のエネルギー準位間の遷移により発光する。放射線入射により大部分の電子が第一励起状態に遷移し、大部分はそのまま基底状態に戻る過程で発光する(蛍光)。しかし、一部はスピン三重項状態に系間交差し、基底状態に戻る過程で発光する(燐光)。三重項状態から一重項状態へと戻る過程があることから、蛍光に比べて燐光は寿命の長い発光となる。

#### 有機結晶シンチレータ
有機シンチレータは様々な方法で連結されたベンゼン環構造を含む芳香族炭化水素化合物である。典型的な有機シンチレータの発光は数ナノ秒以内に減衰する。
いくつかの有機シンチレータは純粋な結晶である。代表的なものはアントラセン（C14H10、発光量は16000 photons/MeV、減衰時間約30 ns）、トランススチルベン （C14H12、4.5 nsの減衰時間）、ナフタレン（C10H8、数nsの減衰時間）である。これらは耐久性は優れているが、応答が異方的で（これにより線源がコリメートされてない場合、エネルギー分解能が損なわれてしまう）、加工が容易ではなくサイズを大きくすることができないため、あまり頻繁には用いられない。アントラセンは全ての有機シンチレータの中で最も発光量が大きく、そのためその他のシンチレータの発光量をアントラセンの発光量に対するパーセンテージで表すことがある。

#### 液体シンチレータ
固体構造で無い為、強い放射線照射でも損傷を受けにくい。
- ナフタレン
- トルエンやキシレン等の有機溶媒中にジフェニルオキサゾール(PPO)などの有機シンチレータを溶解

#### プラスチックシンチレータ
プラスチックの中に数種類の有機発光物質を溶かしたもので、取扱が容易で加工性がよい。アルファ線、ベータ線には向く。しかし、実行原子番号(Zeff)が低く、ガンマ線には適さない。近年、Saint-Gobain社より、溶媒をポリビニルトルエン、溶質をp-ターフェニルとPOPOPを用いてPbを数%添加したBC452(発光量: 5200 photons/MeV、発光寿命: 2.1 ns)が発売されており、100keV未満の放射線に有効なシンチレータである。

### 気体
- 高純度なキセノン、ヘリウム。

キセノンは、ダークマター観測のための実験装置「XMASS」で使用。